# ساموئل بالدوین مارکس یانگ
ساموئل بالدوین مارکس یانگ (انگلیسی: Samuel Baldwin Marks Young; ۹ ژانویهٔ ۱۸۴۰ – ۱ سپتامبر ۱۹۲۴) سپهبد نیروی زمینی ایالات متحده آمریکا بود، که در فاصله سال‌های ۱۹۰۳ تا ۱۹۰۴ به‌عنوان نخستین رئیس ستاد نیروی زمینی ایالات متحده آمریکا فعالیت می‌کرد.
یانگ فعالیت نظامی را از سال ۱۸۶۱ در ارتش اتحادیه آغاز کرد، از ۱۸۹۷ تا ۱۸۹۸ فرمانده هنگ ۳ سواره‌نظام بود، از ۱۹۰۱ تا ۱۹۰۲ به‌عنوان فرمانده منطقه نظامی کالیفرنیا فعالیت می‌کرد و از ۱۹۰۲ تا ۱۹۰۳ فرماندهی کالج جنگ نیروی زمینی ایالات متحده آمریکا را برعهده داشت. 
وی در جنگ داخلی آمریکا، جنگ‌های سرخ‌پوستان، جنگ آمریکا و اسپانیا و جنگ فیلیپین و آمریکا حضور داشت و در سال ۱۹۰۴ پس از ۴۳ سال خدمت از نیروهای مسلح آمریکا بازنشسته شد.